# Un pueblo para Europa
Un pueblo para Europa fue un concurso de televisión, emitido por TVE en 1970.

## Mecánica
En cada programa, varios equipos, representantes de localidades españolas competían entre sí en pruebas de ingenio y habilidad. El vencedor, y ese era el objeto del programa, participaría representando a España en el concurso de televisión Juegos sin fronteras, organizado por la Unión Europea de Radiodifusión y emitido en Europa a través de la red de Eurovisión. 
Participaron 50 localidades y el pueblo ganador fue Villacañas (Provincia de Toledo), obteniendo una copa y un premio en metálico de 100.000 pesetas. Sin embargo, las circunstancias políticas que atravesaba España en ese momento impidieron finalmente tal participación.